# Bettina Heinen-Ayech
Bettina Heinen-Ayech (Solingen, 3 settembre 1937 – Monaco di Baviera, 7 giugno 2020) è stata una pittrice tedesca, nota in particolare per le sue vedute paesaggistiche colorate che ritraggono l'Algeria.

## Biografia
Nata a Solingen, in Germania, era figlia del giornalista Johann Jakob Josef "Hanns" Heinen (1895-1961), nato a Bauchem, per molti anni caporedattore del Solinger Tageblatt e del giornale commerciale Eberswalder Offertenblatt, attivo anche come paroliere e drammaturgo. La madre Erna Steinhoff (1898-1969) era nata a Düsseldorf e proveniva da una famiglia della Westfalia che viveva nel maniero di Haus Ahse, vicino a Soest. Bettina Heinen aveva tre fratelli, di cui una sorella; i bambini crebbero in una casa di Solingen ricca di arte e dalla mentalità molto progressista. La famiglia viveva in una vecchia casa a graticcio nel quartiere di Höhscheid, l'ex casa della testa di pozzo di una miniera di piombo locale, in cui Heinen continuò a vivere durante i suoi soggiorni nella città natale fino alla vecchiaia.

### L'influenza di Erwin Bowien
Durante la seconda guerra mondiale, Bettina Heinen visse con la madre e la sorella dal 1942 a Kreuzthal-Eisenbach vicino a Isny in Algovia, in seguito raggiunta dal pittore e amico di famiglia Erwin Bowien (1899-1972), tornato in Germania nel 1942 dopo un soggiorno di dieci anni nei Paesi Bassi e in costante fuga dalle autorità naziste. Suo padre Hanns Heinen lo seguì nel 1944 dopo aver pubblicato un articolo sullo stato reale della Germania. A Kreuzthal arrivarono mandati d'arresto contro di lui e Bowien, che - dichiarò in seguito Bowien - "la signora delle poste fece a pezzi".
Dal 1948 al 1954, la giovane Bettina Heinen frequentò il liceo femminile August Dicke di Solingen, dove un insegnante incoraggiò il suo talento artistico. Ricevette la prima formazione artistica da Bowien, che nel 1945 si trasferì con la famiglia Heinen nella cosiddetta "Casa Nera", e rimase il suo mentore fino alla morte. Dal 1954 frequentò le Werkschulen di Colonia e il corso di pittura murale monumentale di Otto Gerster.

### I primi dipinti
Nel 1955, le opere di Bettina Heinen - 20 acquerelli e disegni - furono esposte per la prima volta al Kursaal di Bad Homburg. I dipinti dell'allora diciottenne Bettina furono inclusi dalla gallerista di Francoforte Hanna Bekker vom Rath nella mostra collettiva Deutsche Kunst der Gegenwart (1955/56), in cui furono esposti insieme a opere di Karl Schmidt-Rottluff, Paul Klee, Max Beckmann, Max Ernst, Ernst Ludwig Kirchner e Käthe Kollwitz in un tour in Sud America, Africa e Asia. Schmidt-Rottluff le consigliò: "Bettina, rimani fedele a te stessa!".
In seguito si dedicò agli studi con Hermann Kaspar all'Accademia d'Arte di Monaco e ai viaggi in Ticino. Dal 1958 Bettina Heinen studiò all'Accademia reale danese d'arte di Copenaghen e fece il primo di numerosi viaggi in Norvegia, dove acquistò un cottage ai piedi delle Sette Sorelle. Nel 1959 e nel 1962 ebbe una borsa di studio dal Ministero della Cultura della Renania Settentrionale-Vestfalia. Seguirono soggiorni di pittura a Sylt, in Ticino, in Norvegia e a Parigi. Nel 1962 Bettina fece il suo primo viaggio in Nord Africa, invitata al Cairo dall'Istituto Culturale Tedesco.

### L'amore per l'Algeria
A Parigi, Heinen incontrò il suo futuro marito, l'algerino Abdelhamid Ayech (1926-2010), al Jardin du Luxembourg nel 1960, dove dipingeva insieme a Bowien. Due anni dopo la nascita della figlia Diana, nel 1961, la famiglia si trasferì a Guelma, città natale di Ayech in Algeria, nel frattempo divenuta indipendente dalla Francia. Nel 1969 nacque il figlio Haroun. Nei decenni successivi, Bettina Heinen-Ayech lavorò tra Solingen e l'Algeria, diventata una vista familiare alla ricerca di motivi nella sua auto, "un veicolo nato come R4", e "con l'immancabile portasigarette all'angolo della bocca". Il suo amore per l'Algeria si basò anche sull'amore per il marito Hamid, un "uomo libero e coraggioso", disse Bettina Heinen-Ayech.
Nel 1968, le prime opere di Bettina Heinen-Ayech furono acquistate dal Museo Nazionale di Algeri (Musée National des beaux-arts d'Alger) e nel 1976 le fu assegnato il Grand Prix de la ville d'Alger. Nello stesso anno diventò presidente del Circolo degli Amici di Erwin Bowien (Bowien era morto nel 1972). Nel 1992, una retrospettiva di 120 suoi dipinti fu esposta al Musée National des beaux-arts d'Alger. Nel 1993 fu insignita del Premio della Cultura della Fondazione Civica di Solingen Baden. Nel 2004, una seconda grande retrospettiva delle sue opere venne esposta ad Algeri sotto il patrocinio dell'allora Ministro della Cultura algerino, Khalida Toumi. Nel 2006 fu nuovamente premiata dal governo algerino. Nello stesso anno, la sua casa di Solingen venne saccheggiata in sua assenza; sei dipinti di Erwin Bowien furono rubati.
Fino al 2018, i dipinti di Heinen-Ayech vennero esposti in oltre 100 mostre personali e numerose collettive in Europa, America e Africa. Il suo nome di battesimo "Bettina" si è affermò come nome d'artista, anche nella grafia araba بتينا. La vita e il lavoro di Bettina Heinen-Ayech furono descritti in libri e film. Nel 2012 tornò a Kreuzthal in Algovia per la prima volta dopo la guerra, accompagnata da una troupe televisiva della Bayerischer Rundfunk.

### La morte
Bettina Heinen-Ayech morì a Monaco di Baviera il 7 giugno 2020 all'età di 82 anni.

## Opere

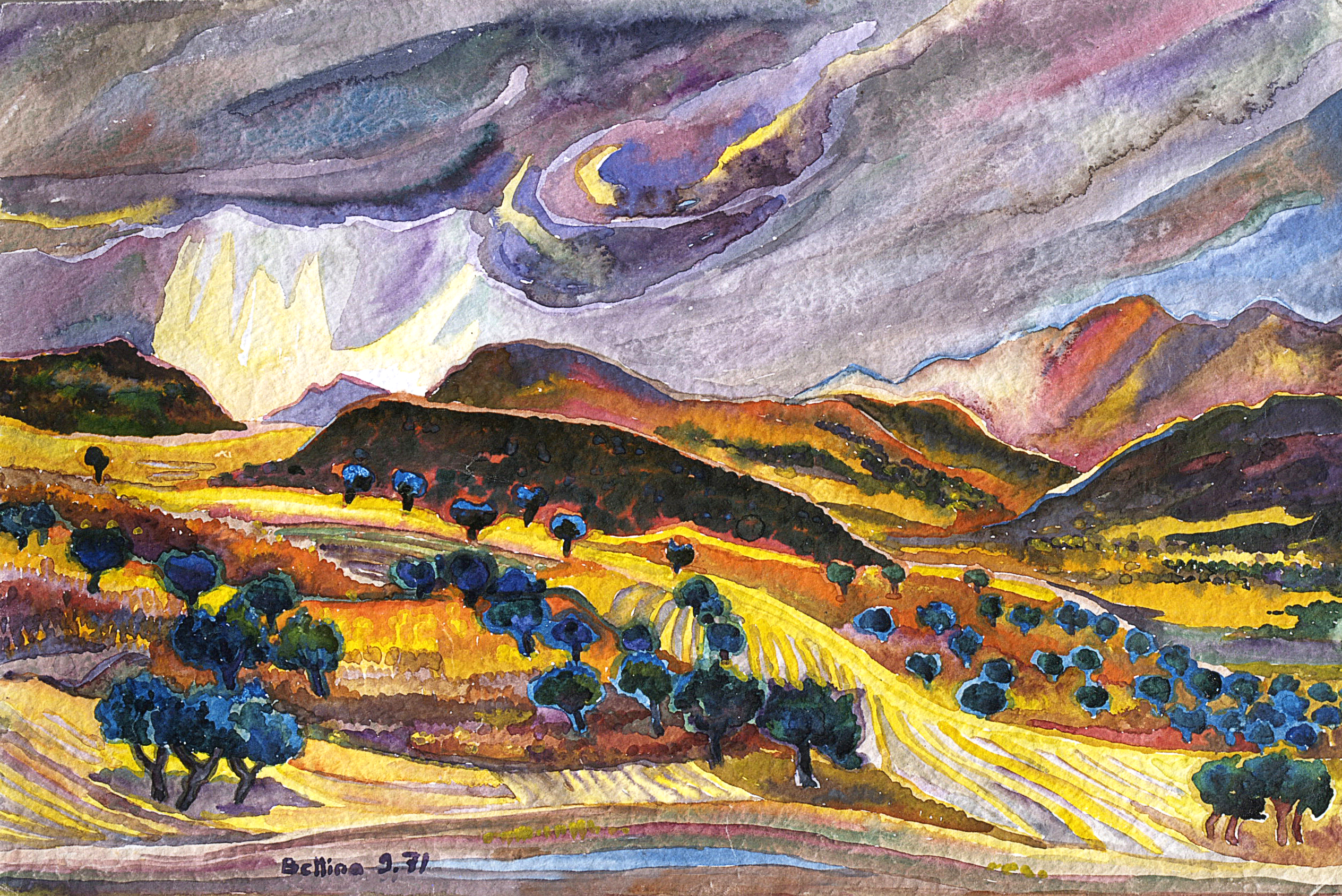
Temporale estivo in Algeria (1974)

Bettina Heinen-Ayech ha imparato tutte le tecniche durante la sua formazione, ma si concentra sulla pittura ad acquerello. Come pittrice di esterni, ha creato numerosi paesaggi e più raramente ritratti. Durante i suoi soggiorni in Algeria, ha sviluppato una tecnica personale: a causa dell'aria secca di Guelma, gli acquerelli non si fondono l'uno con l'altro come in Europa, ma si asciugano rapidamente. Perciò ha sviluppato un approccio individuale: "Metto insieme i colori forti come in un mosaico, colore per colore", dice Heinen-Ayech. Combinati insieme, i colori intensi creano un'immagine vivida dei paesaggi e della luce dell'Algeria  Durante gli anni del terrorismo, tra gli anni Novanta e Duemila, l'artista ha potuto dipingere solo ritratti, nature morte e guardare fuori dalla finestra in Algeria, perché non poteva spostarsi.
In Algeria, tuttavia, non è cambiata solo la sua tecnica, ma anche la sua personalità, dice Bettina Heinen-Ayech. Si è allontanata dai suoi "pregiudizi europei" e ha "ascoltato" la splendida natura di Guelma: "La montagna meridionale, il Mahouna e i suoi campi affascinano e catturano tutti i miei sensi e conservano le mie fantasie. Dipingo questa regione in primavera, mentre il verde dei campi punteggiati di rosso - i papaveri - risplende in tutte le sue tonalità, lontano dal verde denso dell'Europa; in estate, quando le sue cime blu e viola si ergono sopra l'oro meraviglioso dei suoi campi di grano; in inverno, quando il rosso della terra ha un potere incredibile che è così difficile da rappresentare!".
Già nel 1967, il giornalista Max Metzker scriveva di Bettina Heinen-Ayech nelle Düsseldorfer Nachrichten: "È in grado di aprire un paesaggio anche a chi non lo conosce. I ritratti non sono solo immagini di persone, ma allo stesso tempo descrizioni dell'anima che scandagliano le profondità.

## Mostre (selezione)
- 1955 Kursaal di Bad Homburg
- 1957 Museo della Frisia settentrionale. Nissenhaus Husum; Copenaghen, Club tedesco.
- 1958 Castello Guelfo Münden
- 1961 Berna, Galleria Schneider.
- 1962 Il Cairo, Istituto culturale tedesco.
- 1963 Solingen, Museo tedesco delle lame
- 1966 Düsseldorf, Internationales Bildungswerk Die Brücke
- 1970 Tunisi, mostra al Salon des Arts
- 1972 Amburgo, Galleria d'arte contemporanea
- 1973 Springe, Museum auf dem Burghof; Rabat, Goethe-Institut; Casablanca, Goethe-Institut
- 1976 Gladbeck, Museo Castello di Wittringen
- 1980 Remscheid, Museo civico, Museo di storia locale di Hasten
- 1984 Damasco, Goethe-Institut. Il Museo Nazionale di Damasco effettua acquisti; Aleppo, Musée National
- 1986 El Oued, Maison de la Culture
- 1990 Würzburg, Otto-Richter-Halle, Freunde Mainfränkischer Kunst und Geschichte e. V.; Parigi, Centre Culturel Algérien.
- 1992 Arundel, Piccola Galleria
- 1993 Algeri, grande retrospettiva con oltre 120 dipinti al Musée National des Beaux Arts d'Alger. Il museo effettua acquisti.
- 1998 Solingen, August-Dicke-Gymnasium, in occasione del suo 125º anniversario.
- 2000 Solingen, Museo d'arte di Baden; Parigi, Municipio
- 2002 Algeri, Società tedesco-algerina
- 2003 Aquisgrana, Centre Culturel Français nell'ambito dell'Anno culturale algerino in Francia
- 2004 Algeri, seconda grande retrospettiva di 100 dipinti al Museo Nazionale di Algeri, sotto il patrocinio del Ministro della Cultura. Khalida Toumi
- 2008 Angers, Castello di Angers
- 2017 Georgsmarienhütte, Museo Villa Stahmer

## Musei, archivi, collezioni pubbliche
Dipinti e documenti dell'artista Bettina Heinen-Ayech sono conservati in diversi musei, archivi e collezioni pubbliche in vari Paesi europei e nordafricani. In Algeria, un'ampia collezione di dipinti dell'artista Bettina Heinen-Ayech si trova nel Museo Nazionale delle Belle Arti di Algeri (Musée National des Beaux Arts d'Alger), nonché nella Collezione d'Arte Municipale della capitale Algeri nella "Galerie Samson" e nella collezione dell'Ufficio Presidenziale di Algeri. In Norvegia, Bettina Heinen-Ayech è rappresentata nella collezione d'arte del comune di Alstahaug. In Germania, dipinti dell'artista sono presenti nella collezione d'arte dello Stato della Renania Settentrionale-Vestfalia, nel museo d'arte di Solingen e nel Museo del Nordfriesland. In Svizzera, ulteriori documenti d'archivio sull'artista sono conservati negli archivi del SIK-ISEA: Istituto per gli studi artistici sull'arte storica e contemporanea in Svizzera a Zurigo.

## Colonia di artisti “Casa Nera”

Logo della Colonia degli Artisti

Nel 2020, una targa commemorativa per lei e i suoi amici di una colonia di artisti è stata posta sulla casa dei genitori, la cosiddetta "Casa Nera". Nel gennaio 2022 è stata istituita la Fondazione no-profit Bettina Heinen-Ayech, Fondazione per l'arte, la cultura e il dialogo internazionale. La fondazione coltiva l'eredità dell'artista.
Dalla morte di Bettina Heinen-Ayech, il figlio, il medico di Monaco Haroun Ayech, si è occupato della memoria di lei e dei suoi colleghi artisti. L'artista stessa ha vissuto fino alla fine della sua vita nella cosiddetta "Casa nera", l'ex casa del caposquadra della miniera di piombo di Höhscheid, che il padre della Heinen aveva acquistato nel 1932. Dopo la Seconda Guerra Mondiale, Erwin Bowien si trasferì nella casa accanto, la "Casa Rossa". Ayech fondò la fondazione no-profit "Bettina Heinen-Ayech Foundation - Foundation for Art, Culture and International Dialogue". La fondazione ha a sua volta avviato il progetto della colonia di artisti di Solingen "Schwarzes Haus"
Nel febbraio 2023, la colonia di artisti "Schwarzes Haus" è stata accolta nella "Federazione europea delle colonie di artisti" e poco dopo nell'itinerario culturale "Impressionisms Routes" del Consiglio d'Europa.

## Onorificenze
- 1976 Bettina Heinen-Ayech riceve il Grand Prix de la ville d'Alger.
- 1993 Premio per la cultura della Fondazione civica di Baden, Solingen.
- 1998 La città di Constantine, in Algeria, conferisce al pittore un Prix d'honneur.
- 2003 Premio dello Stato algerino, consegnato dal Ministro della Cultura, signora Khalida Toumi, come omaggio all'intera produzione artistica.
- 2006 Onorificenza ufficiale del Ministero della Cultura algerino.

## Pubblicazioni
- (come curatore) Hanns Heinen: Aus der Fülle des Lebens. Poesie. U-Form, Solingen.
- (come curatore) Erwin Bowien: Das schöne Spiel zwischen Geist und Welt - Mein Malerleben. ISBN 3-88234-101-7.
- (come curatore) Erwin Bowien. Catalogo ragionato - Werkoverzicht. U-Form, Solingen 1999, ISBN 3-88234-103-3.

## Film
- 1992: Bettina Heinen-Ayech, Lettre à Erwin Bowien, Artist Portrait (Hassan Bouabdellah, Visualis Production, Algeri 1992. Versione tedesca: Bettina Heinen-Ayech, Brief an Erwin Bowien. Visualis Production in collaborazione con Avalon Film+TV-Produktion, Solingen 1992).
- 2002: Bettina Heinen-Ayech, Hymne à la nature (Boualem Aissaoui, CYM Audiovisuel, Algeri)
- 2010: L'arte del ricordo (resoconto della prima visita di Bettina Heinen-Ayech a Kreuzthal dalla fine della guerra nel formato BR "Tra Spessart e Karwendel")
- 2015: Punto di fuga in Algovia - L'arte della memoria: Erwin Bowien nel Kreuzthal (Direttore: Georg Bayerle e Rudi Holzberger. Fondazione Bayerle-Kümpfel-Holzberger)
- 2017: Bettina Heinen-Ayech - pittrice di Solingen in Algeria (contributo in occasione dell'80º compleanno dell'artista nel format "Lokalzeit Bergisches Land" di WDR)